# 노샷푸곶

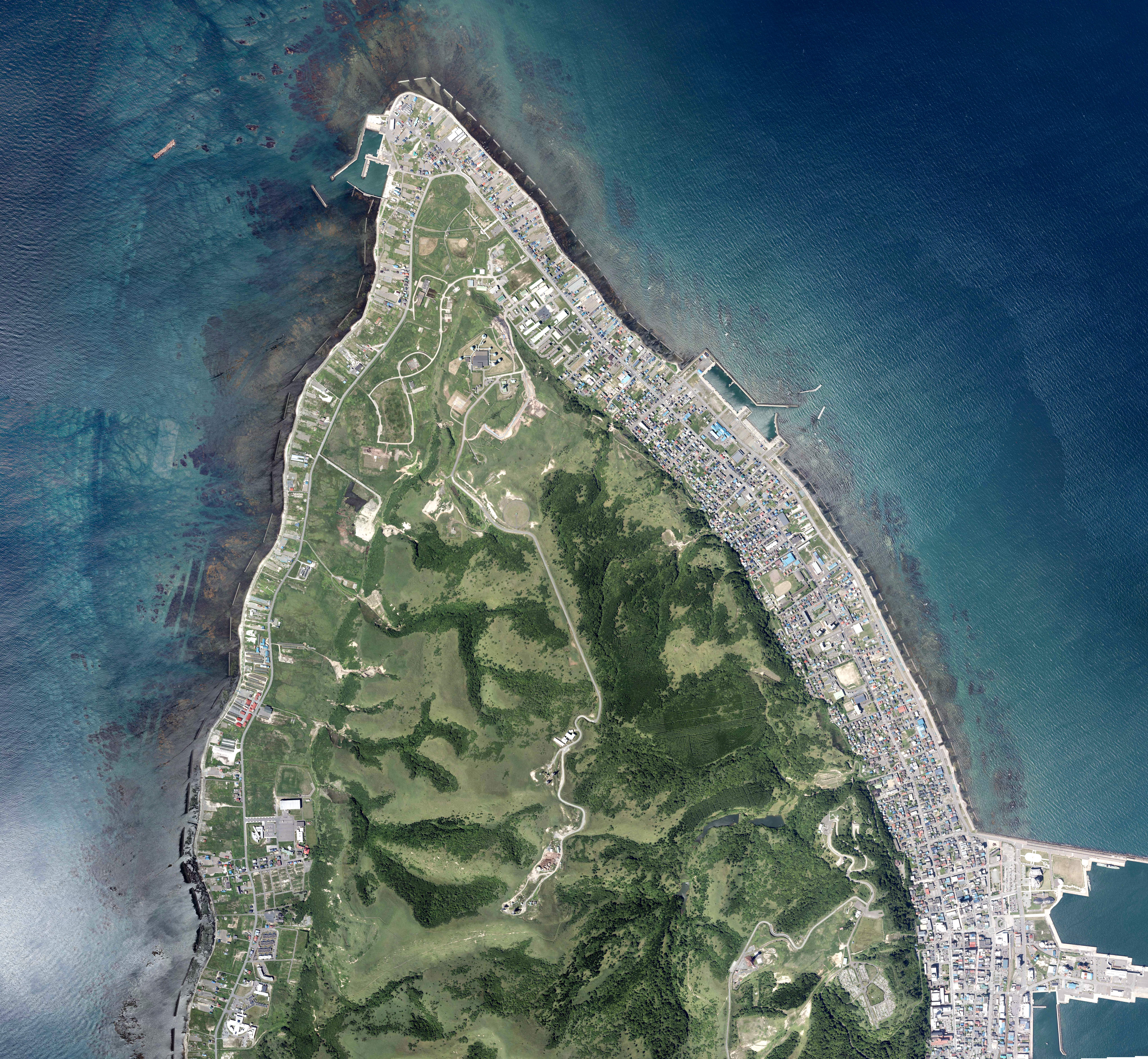
랜드셋 이미지

노샷푸곶(일본어: 野寒布岬)은 홋카이도 왓카나이시에 위치한 소야만에 있는 곶이다.

## 갤러리

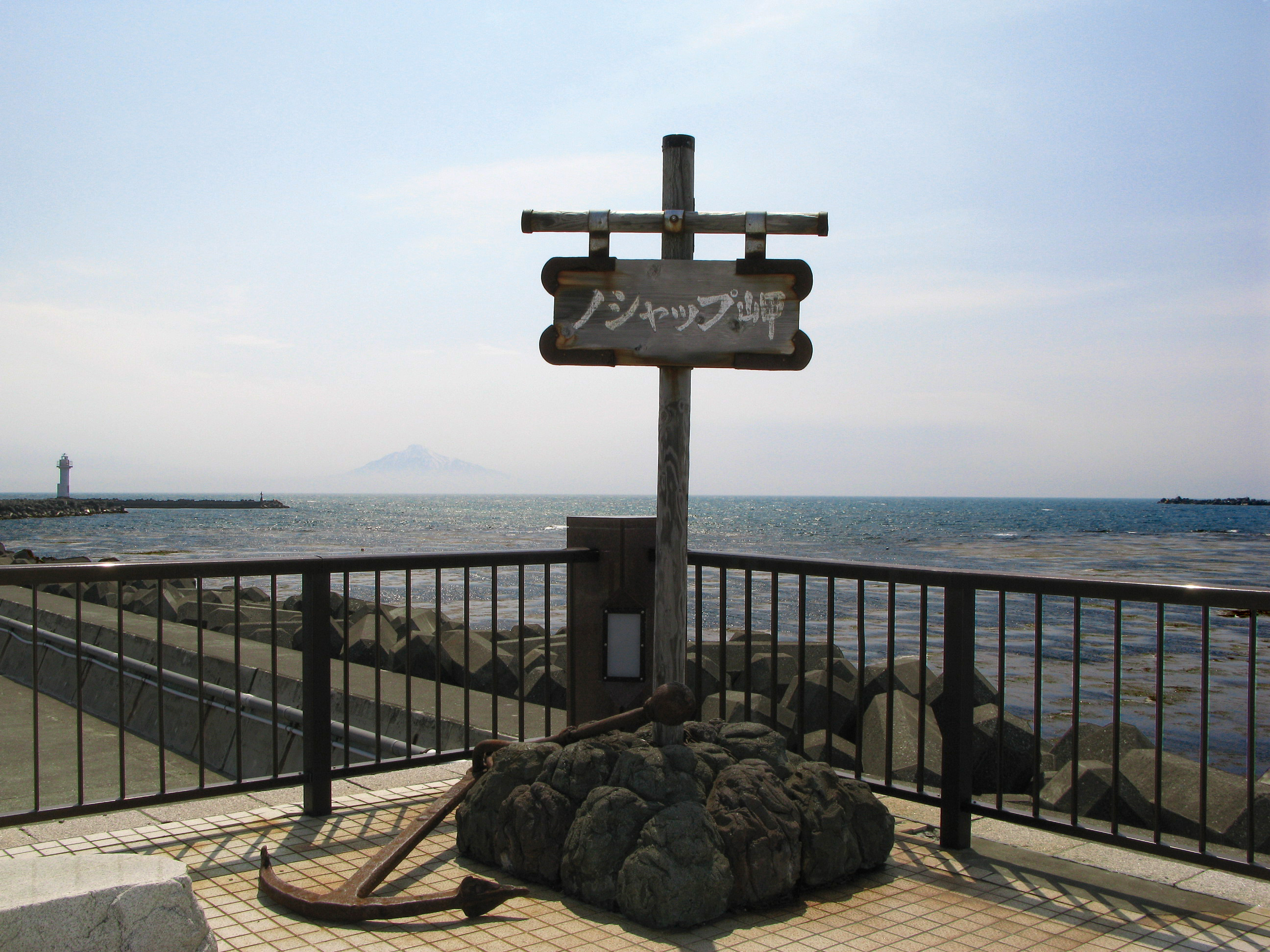
노샷푸곶의 모습
노샷푸곶의 위치